# Туризм готельного типу
Туризм готельного типу — це різновид туризму, де турист обирає як засіб розміщення готель. Готель — це основне підприємство індустрії гостинності, метою діяльності якого є прийом, обслуговування, забезпечення відпочинку і харчування відвідувачів.

## Класифікація готелів
За розміром (місткістю) готелі поділяються на:
- малі (до 100—150 номерів);
- середні (від 100 до 300—400 номерів);
- великі (від 300 до 600—1000 номерів);
- гігантські (понад 1000 номерів).

Згідно з класифікацією ВТО, готелі можна групувати:
- за місцем розташування (міські, приміські, сільські, придорожні, в аеропортах, плавучі і т. д.);
- за призначенням (для постійного проживання, транзитні, для ділового призначення);
- за часом функціонування (сезонні, цілорічні);
- за рівнем асортименту і вартістю послуг (дешеві або ж — з обмеженим сервісом, «люкс», готелі вищого класу, готелі середнього рівня, апарт-готелі, готелі економічного класу, мотелі, курортні готелі).

Клас готелю або пансіонату визначається, зазвичай, за стандартною, прийнятою в певній країні (або регіоні, економічній зоні) системою класифікації і підтверджується сертифікатом, який видається спеціальним органом, сертифікаційною або іншою палатою. Враховуючи всі фактори, що впливають на якість послуг, зручності номерного фонду, готелі відрізняються:
- за якістю будівництва й оздоблення будівлі, архітектурою;
- за наявністю місць загального користування, ресторанів, барів, кафе, побутових служб;
- за кваліфікацією персоналу;
- за рівнем сервісу.

Готелі вищого класу мають розкішні багатокімнатні номери, надають велику кількість послуг (ресторани, бібліотеки, спортзали, ліфти, бари, сауни та ін.) і відповідно встановлюють ціну за свої послуги. Нині існує близько 30-ти різноманітних систем класифікації готелів:
- система зірок;
- система балів;
- система букв (A, B, C, D);
- система «корон» або «ключів».

Найпоширенішою серед них є п'ятизіркова система класифікації, що базується на французькій національній класифікації. Вимоги до «зіркової» класифікації неоднакові в різних країнах. Бальна, або індійська, система класифікації готелів передбачає поділ готелів на 5 категорій: 1 зірка — 100 балів, 2 зірки — 150 балів і т. д. У Великій Британії в системі використовується класифікація готелів на «корони», «ключі», «сонця», «алмази» та ін.
Система букв (A, B, C, D) використовується у Греції.